# Barry O'Farrell
Barry Robert O'Farrell (nascido em 24 de maio de 1959) é um ex-político australiano que foi o 43º primeiro-ministro de Nova Gales do Sul e ministro do oeste de Sydney de 2011 a 2014. Ele foi o líder do Partido Liberal de Nova Gales do Sul de 2007 a 2014 e foi membro da Assembleia Legislativa de Nova Gales do Sul de 1995 a 2015, representando Northcott até 1999 e representando Ku-ring-gai na costa norte superior de Sydney de 1999 a 2015.